# ウィリアム・ローブ・ジュニア

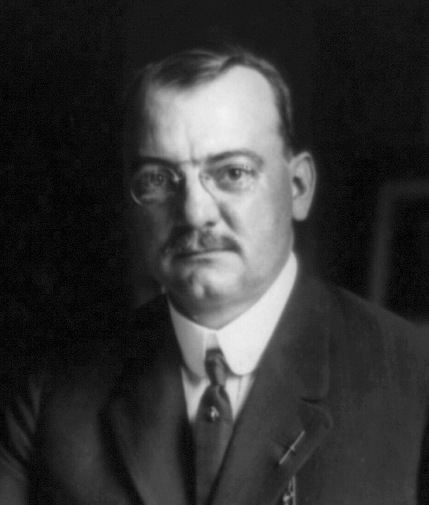
ウィリアム・ローブ・ジュニア、1910年撮影。

ウィリアム・ローブ・ジュニア（William Loeb, Jr.、1866年10月9日 - 1937年9月19日）は、アメリカ合衆国の政治活動家。セオドア・ルーズベルト大統領の下で大統領秘書を務め、1909年から1913年にかけてはニューヨーク合衆国税関の税関長であった。息子のウィリアム・ローブ3世は、長じて保守系新聞『Manchester Union Leader』の発行者となった。

## 初期の経歴
ウィリアム・ローブ・ジュニアは、ニューヨーク州オールバニに生まれた。父ウィリアム・ローブは、プロイセンからのユダヤ系移民の理容師だった。公立学校に学び、後にはカレッジでも学んだ。12歳の時には、最初の職業として、オールバニ聖公会教区の初代主教だったウィリアム・クロスウェル・ドーンの秘書になった。その後、新聞通信員となり、法律関係の記者となって、政治に積極的な関心を持つようになり、共和党のオールバニ郡委員会の書記を務め、無条件共和党クラブ (the Unconditional Republican Club) の副会長となった。1888年にニューヨーク州議会下院の正式な速記者に選ばれ、その後、年を経る中で政治経験を積み、個人秘書として副知事や、州上院仮議長、州下院院内総務などに仕え、1891年のニューヨーク州知事選挙の際には、候補者のひとりであったジェイコブ・スロート・ファセットに仕えて一緒に州内各地を回り、 さらに1894年には、州憲法会議の報道にも関わった。

## ルーズベルトの右腕

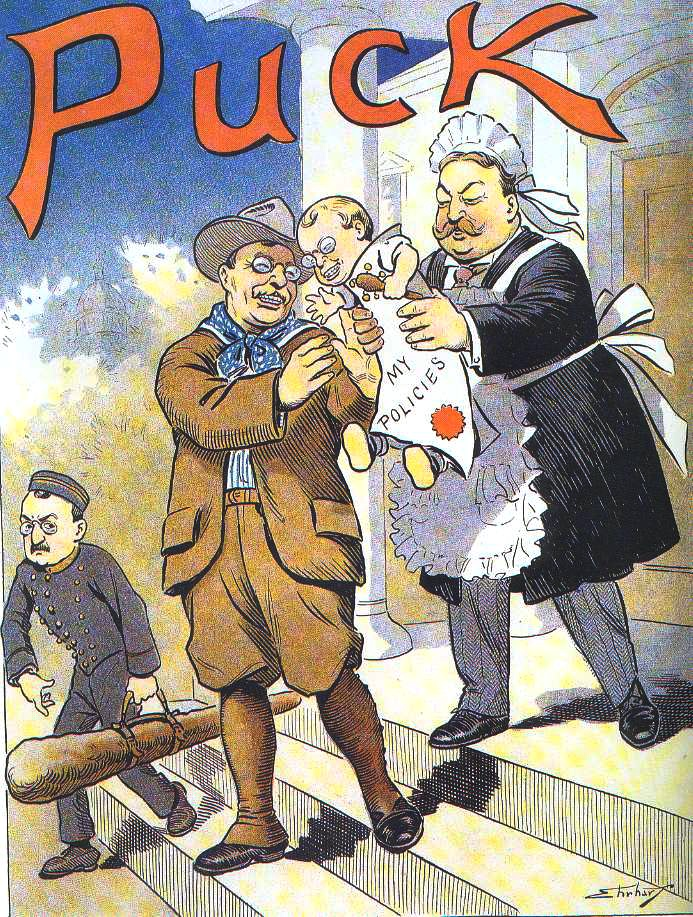
1909年の風刺画。セオドア・ルーズベルトは、その政策を後継者のウィリアム・タフトに手渡し、その前方ではウィリアム・ローブ・ジュニアが「棍棒外交」の棍棒を運んでいる。

セオドア・ルーズベルトがニューヨーク州知事に就任した際、ローブは州知事の公式速記者のひとりに任命された。ローブには、特段の細かい指示がなくても物事をこなす能力と、公職についている面々や公務の内容への馴染みがあり、それがルーズベルトの関心を引き、1899年にローブはルーズベルトの個人秘書となった。
1901年9月14日、ウィリアム・マッキンリー大統領の暗殺事件が発生した夜、現場のニューヨーク州バッファローへと駆けつける途中だったルーズベルト副大統領に、ローブはノース・クリークの鉄道駅で合流し、午前2時15分にマッキンリーが死亡したことを告げる国務長官ジョン・ヘイからの電報を手渡した。
ローブはホワイトハウスで、1901年から1903年にかけて大統領の秘書助手 (assistant secretary) となり、次いで1903年にジョージ・コーテルユーの後を継いで大統領秘書となって、その後ルーズベルトの在任中を通してその座に止まった。
ローブは、ルーズベルトの極めて近しい側近であり、当時、最も実力を持った人物のひとりであった。ルーズベルトの主要な助言者としてのローブは、政策の形成や、政治的問題の解決にも関わった。公の場において、大統領の代弁者の役割を果たしていたローブは、非公式ながらアメリカ合衆国最初のホワイトハウス報道官として機能し、大統領に成り代わって発言する権限を与えられており、また記者たちは24時間いつでも接触することができた。報道関係者から、「石壁ローブ (Stonewall Loeb)」という渾名が付けられたほど、彼は大統領への記者たちの接触を、それ以前人はなかったような形で管理し、大統領への面会を求める人々からの問い合わせを、ほとんど大統領を煩わせることなく捌いていた。
1904年の3月から4月にかけて、ルーズベルトが、当時「柔術」として知られていた柔道を山下義韶から学ぶべく、ホワイトハウスで練習をした際、大統領の相手役を務めたのは、ローブと、当時大統領と親しかった大日本帝国海軍の駐在武官竹下勇であった。
ルーズベルトはローブについて、「これまでのどの大統領も持ったことがない最高の秘書」と評していた。さらに、自伝の中で、ニューヨーク合衆国税関における砂糖トラストの不正への追及を最初に手掛けたのはローブであったと述べた。
ローブは、1908年共和党全国大会でウィリアム・タフトが大統領候補に指名された背後でも色々と働いていた。1908年1月、ローブはルーズベルトに、後継者となるべき共和党の大統領候補者たちに抜きん出たものがおらず、議会の共和党の指導者たちはルーズベルトが3期目の出馬を狙っているのではないかと疑っていることを告げた。ローブは大統領に、再選は求めないとしていた声明の信頼を回復するためには、誰か後任の候補者を推すべきだと促した。ローブはルーズベルトに、誰を候補として推しても、ルーズベルトが支持すれば選挙に勝てる、と説いた。これに対してルーズベルトは、自分はエリフ・ルートが良いと思うと答え、すぐさまローブをルートに会いに行かせ、その旨を伝えさせた。しかし、当時国務長官だったルートは、この指名に驚き、自分では当選できまいと判断してこの申し出を断った。ローブは、その日のうちに大統領のところへ戻って、この会見について報告した。ルーズベルトは、ルートの意向を受け入れ、次に考えられるのはウィリアム・ハワード・タフトだとローブに述べ、タフトなら政府の舵取りの経験があるとも語った。

## ホワイトハウス後
1909年3月から1913年にかけて、ローブは、タフト大統領によってニューヨーク合衆国税関長に任じられた。さらにその後には、アメリカ製錬精製会社 の副社長となり、最後はニューヨーク州オイスター・ベイで、妻と息子ウィリアム・ローブ3世とともに、静かな余生を送った。
ウィリアム・ローブ・ジュニアは、1937年9月19日にニューヨーク州ナッソー郡グレンコーブで、70歳で死去した。